# Wolfgang (Ortenburg)

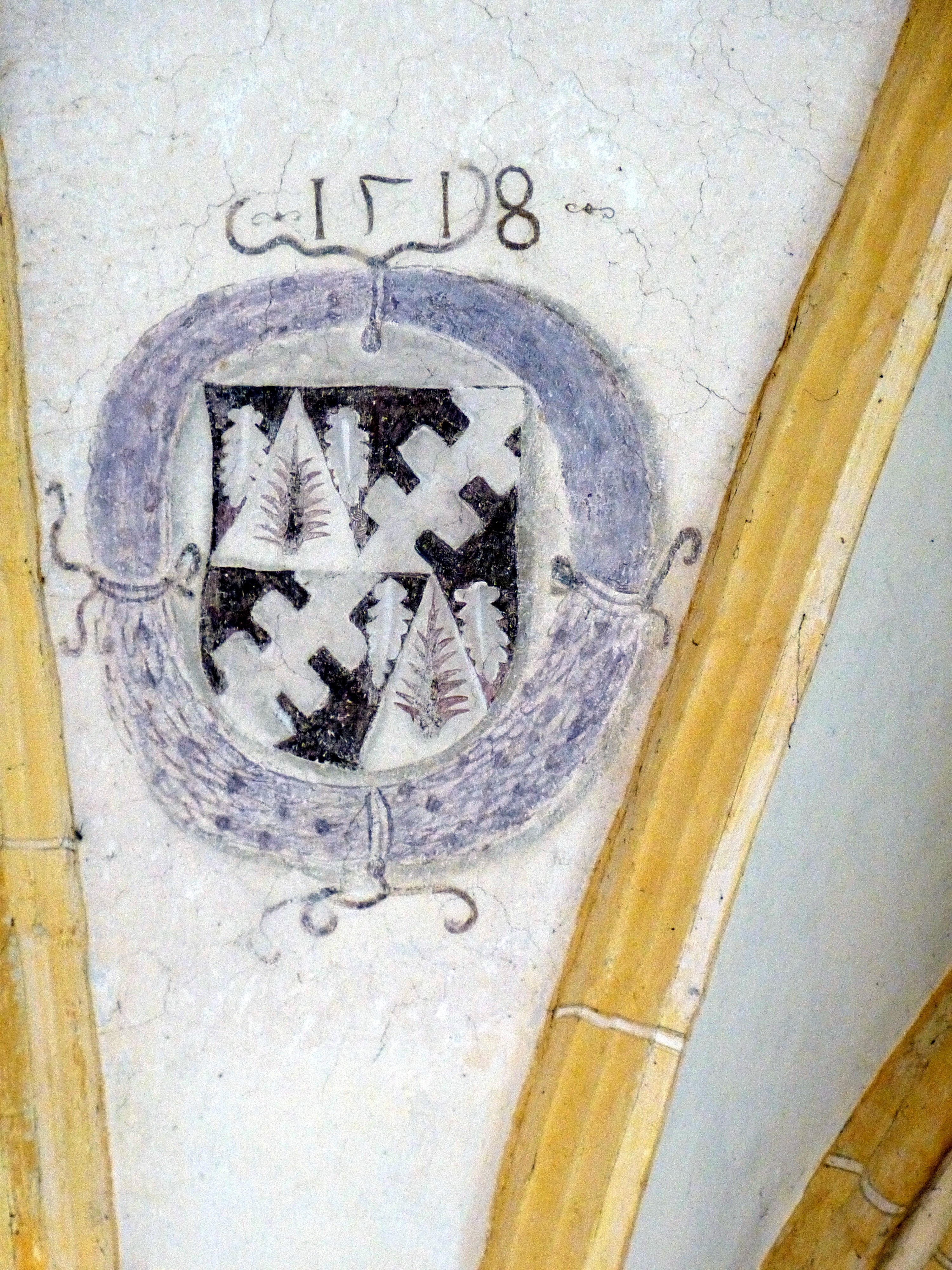
Wappen für Graf Wolfgang in der St. Laurentius-Kirche in Steinkirchen bei Ortenburg.

Wolfgang († 29. Juli 1519 auf Schloss Neu-Ortenburg) war der einzige Sohn Georgs II. von Ortenburg und Anastasia von Fraunberg. Er stammt aus dem niederbayerischen Adelshaus der Ortenburger. Manche Historiker bezeichnen ihn als die Zierde des Ortenburger Grafenhauses. Nach dem Tod seines Onkels Sebastian I. übernahm er 1490 die Regentschaft in der Reichsgrafschaft Ortenburg.

## Leben und Wirken
Wolfgang tritt erstmals urkundlich im Jahre 1474 gemeinsam mit seinen Geschwistern Barbara, Sibylla und Heinrich auf.
Nach dem Tod seines Onkels Sebastian I. im Jahre 1490 wurde Wolfgang als Ältester des Geschlechts amtierender Reichsgraf. Offiziell wurde er am 3. Oktober 1491 von Kaiser Friedrich III. mit der Grafschaft belehnt.
In Wolfgangs Regierungszeit fällt der nach dem Tod Georgs des Reichen von Bayern-Landshut ausgelöste Landshuter Erbfolgekrieg von 1503 bis 1505 zwischen Herzog Albrecht IV. von Bayern-München und Pfalzgraf Ruprecht von der Pfalz. Zuvor, im Jahre 1496, setzte Herzog Georg seine Tochter Elisabeth als Erbin ein, die mit dem Sohn des Pfalzgrafen von der Pfalz seit 1499 verheiratet war. Einer der Zeugen dieses Testaments war Graf Wolfgang von Ortenburg.
Nach dem Tod Georgs im Jahre 1503 setzten die niederbayerischen Landstände des Herzogtums Bayern-Landshut eine vorübergehende Regentschaft aus 16 Adeligen ein. An ihrer Spitze war Graf Wolfgang von Ortenburg.
Während des Erbfolgekrieges stand Wolfgang auf der Seite Herzog Albrechts IV. von Bayern-München und setzte sich somit gegen das von ihm bezeugte Testament ein. Er unterzeichnete am 9. Juni 1504 einen Vertrag mit dem Münchner Herzogshaus über eine dreijährige Hilfeleistung von 200 Mann Fußvolk und 80 Reitern. Wolfgang erhoffte dadurch zu Recht in den Folgejahren für sich und sein Geschlecht mehr bayerische Unterstützung zu erlangen. Das zerrüttete Verhältnis zwischen Bayern und Ortenburg, wie es 100 Jahre bestanden hatte, war vergessen.
Im Krieg wurde sowohl der Markt Ortenburg als auch die Stammburg Alt-Ortenburg 1504 gebrandschatzt. Die Burg wurde dabei nahezu vollkommen verwüstet. Später ließ Wolfgang sie jedoch wieder notdürftig instand setzen.
Gleich nach dem Ende des Krieges hatte Wolfgang einen langwierigen Lehensstreit mit Andreas Wiells, dem der Graf das Lehen zu Rainding entzogen hatte. Wiells hatte sich an der Plünderung der Feste und des Marktes während des Krieges beteiligt. Dieser Streit wurde erst 1512 beigelegt.
1506 ist Wolfgang auf dem Landtag zu München. Dort nimmt er die Spitze des großen Ausschusses des Adels ein, der über den Streit der Herzöge Wilhelm und Ludwig von Bayern-München, Söhne Albrechts IV., über das von ihrem Vater erlassene Primogeniturgesetz verhandelt.
Wolfgang war im Dienste des Kaisers und des Reiches unterwegs. So besuchte er nicht nur Reichs- und Landtage, sondern unterstützte den Kaiser auch militärisch, auf Feldzügen, aber auch bei Exekutionen.
Wolfgang war nicht verheiratet und verstarb kinderlos, die Besitztümer fielen an seine Cousins und wurden unter ihnen aufgeteilt. Er wurde im gräflichen Erbbegräbnis in der Passauer Sixtuskapelle beigesetzt. Sein Nachfolger als Reichsgraf wurde sein ältester Cousin Ulrich II., ältester Sohn von Sebastian I.